# Лезгины
Лезги́ны (лезг. лезгияр, ед. ч. лезги; лекьер, ед. ч. лекь) — дагестанский народ и один из коренных народов Кавказа. Одни из потомков кавказских албан, исторически проживающие в Южном Дагестане и северо-восточном Азербайджане.
Лезгинский язык является одним из крупнейших языков нахско-дагестанской языковой семьи по количеству носителей.
Традиционная религия лезгин — ислам суннитского толка шафиитского мазхаба. Среди них исторически также был распространён орден мюридизма.
Центральное место в лезгинской культуре занимает кодекс чести — Лезгивал, включающая в себя положения касательно религии, сихилов и адатов, связанных с нормами поведения лезгин.
Диаспоры лезгин существуют в ряде стран Европы, Америки, Средней Азии и Ближнего Востока.
Исторически понятия лезгин и «дагестанец» тесно переплетены. В российском дореволюционном кавказоведении исследователи этнонимом «лезгины» изначально называли только лезгинские народы, а затем, нередко ошибочно, и все кавказоязычные дагестанские народы, что объясняется тем, что от самих лезгин это название перешло к другим дагестанцам.

## Идентичность

### Этноним
Русское слово «лезгин» соответствует давнему самоназванию народа лезгин лезги/lezgi или лекь/lek'.
Название лезги является поздней иранизированной формой от исторического названия лезгин — «лек/лег». Если с самоназвания лезгин «лезги» убрать иранский суфикс «з» и огласовку «и», то исконное самоназвание должно быть лезг. лег/лек. У лезгин и родственных им южнодагестанских народностей сохранились ряд древних топонимов, связанных с одним из древних этнонимов южнодагестанских племён — леги/леки: например, сёла Лек, Лекит, Легер, Лгар, Лекун, река Лекилерчай «река Леков» (недалеко от лезгинского села Филфили, в Огузском районе Азербайджана), хребты Лека, Лекырга (на юге Рутульского района), Лекдаг «гора Леков» (возле села Ухул Ахтынского района), тухум Легерар (из села Курхуьр) и т. д.
В некоторых дореволюционных источниках термин лезги ошибочно применяли для обозначения всех нетюркских коренных горских народов Дагестана (термин лезги изначально являющийся  лезгинским, позже от самих лезгин перешёл и к другим дагестанцам), а для обозначения конкретно лезгинского народа, с 60-х гг. ХIX века по 20-х гг. XX века, царская администрация использовала условный термин «кюринцы» (условное название, данное бароном Усларом во второй половине XIX века специально для обозначения всех лезгин, которое является им чуждым), а лезгинский язык  условно был назван «кюринским». Само же название küre (или kilri) более точно относится к одному из диалектов лезгинского языка, распространённому на восточных равнинах — наиболее доступном для пришельцев регионе Кавказа.

### Лезгивал
Лезгивал (Лекьвал) — свод адатов неписаных моральных правил и законов лезгинского общества. Он имеет огромное значение среди лезгин и является их «Кодексом чести», передаваемым из поколения в поколение родителями и всем лезгинским обществом.

### Тухумы
До прихода Царской Империи лезгины использовали названия своих кланов (сихил) вместо привычных сегодня российских фамилий. Иногда, однако, они продолжали использовать свой лезгинский сихил вместо фамилии даже после прихода новой власти. Например, из известных лезгин: КIири Буба, (вместо «Ахмедов»), СтIал Сулейман (вместо «Хасанбеков»), Штул Мухаммад (вместо «Рамазанов») и т. д.

## История

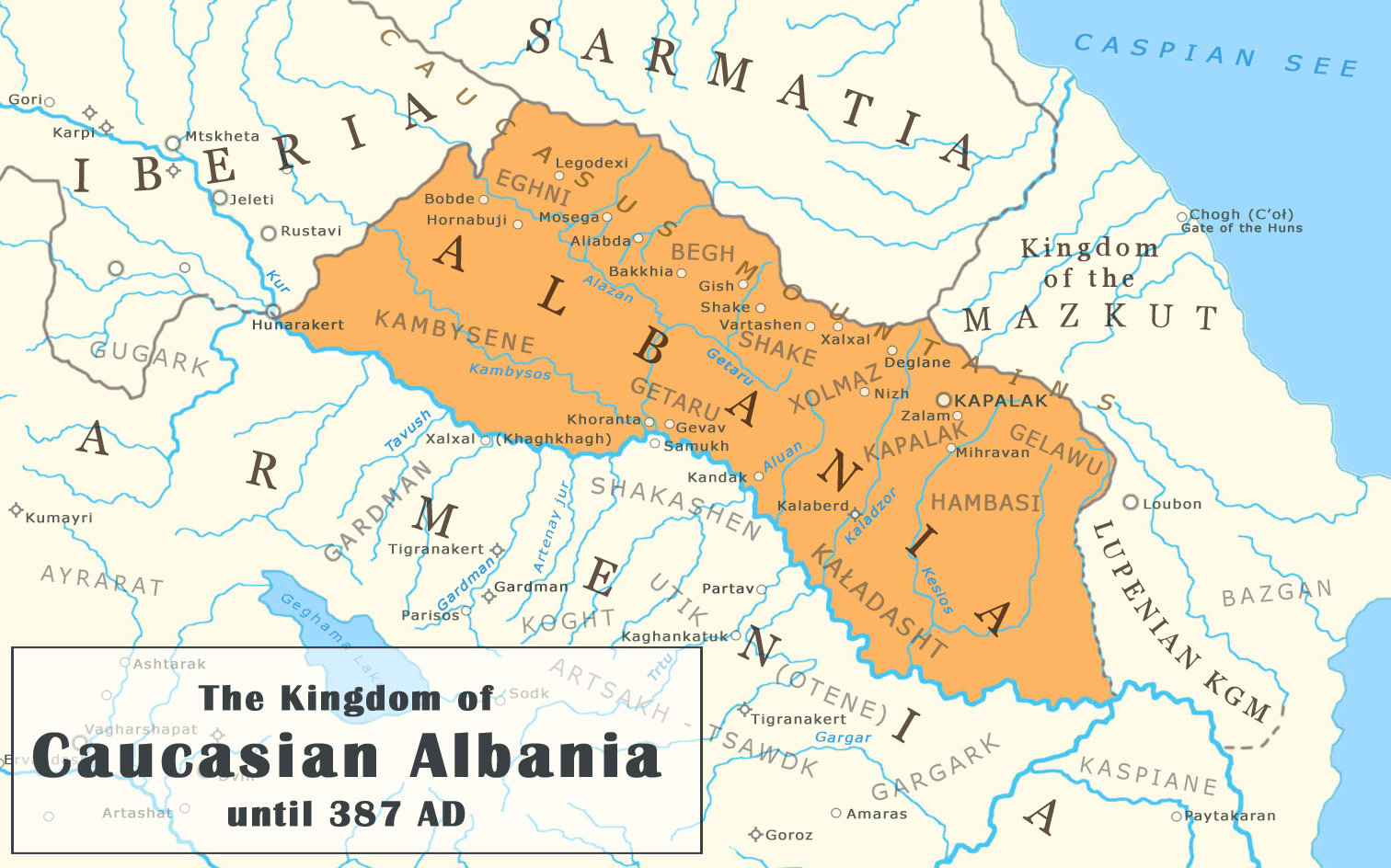
Территория Кавказской Албании до 387 года, согласно общемировому научному консенсусу

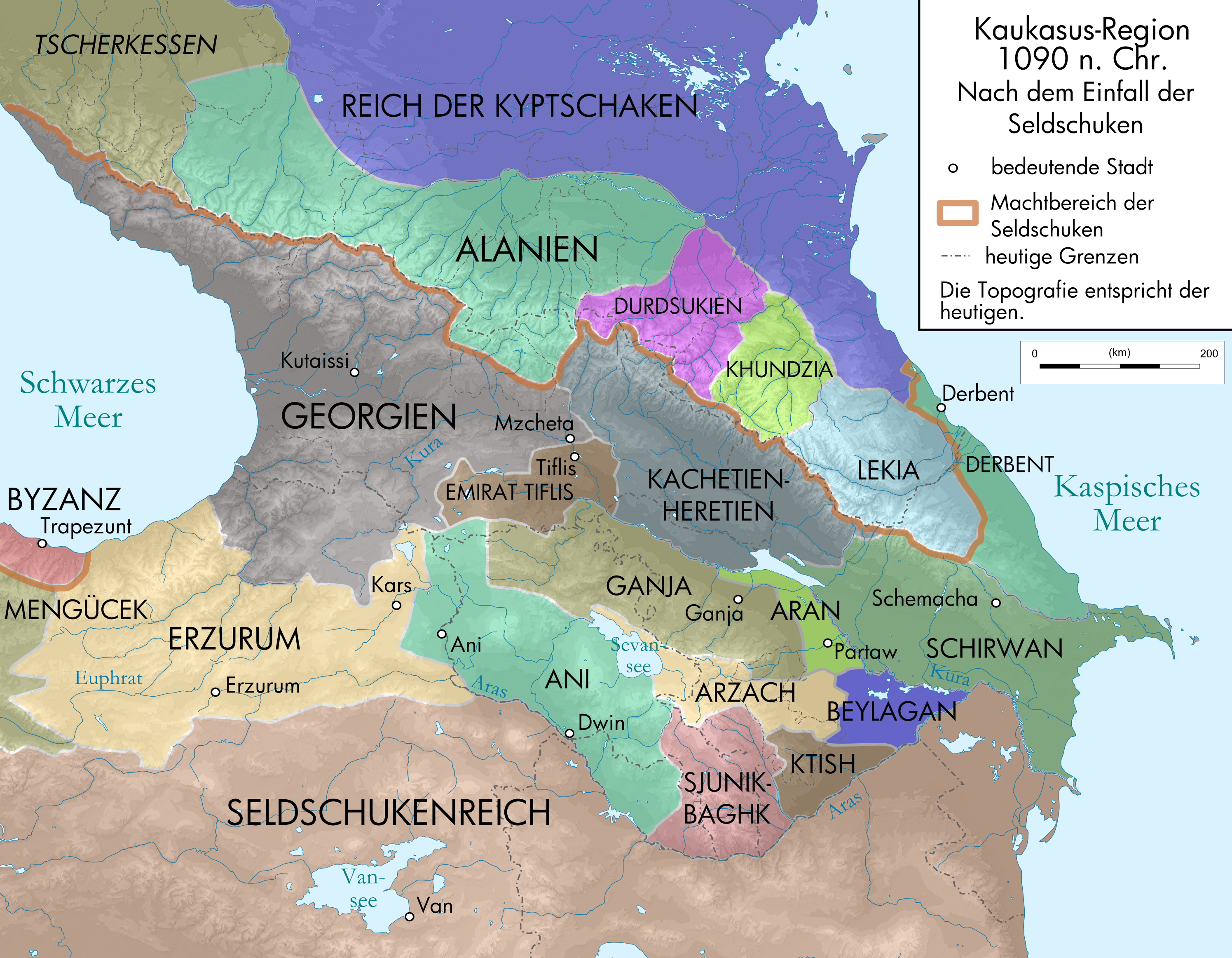
Лекия в XI—XII века.

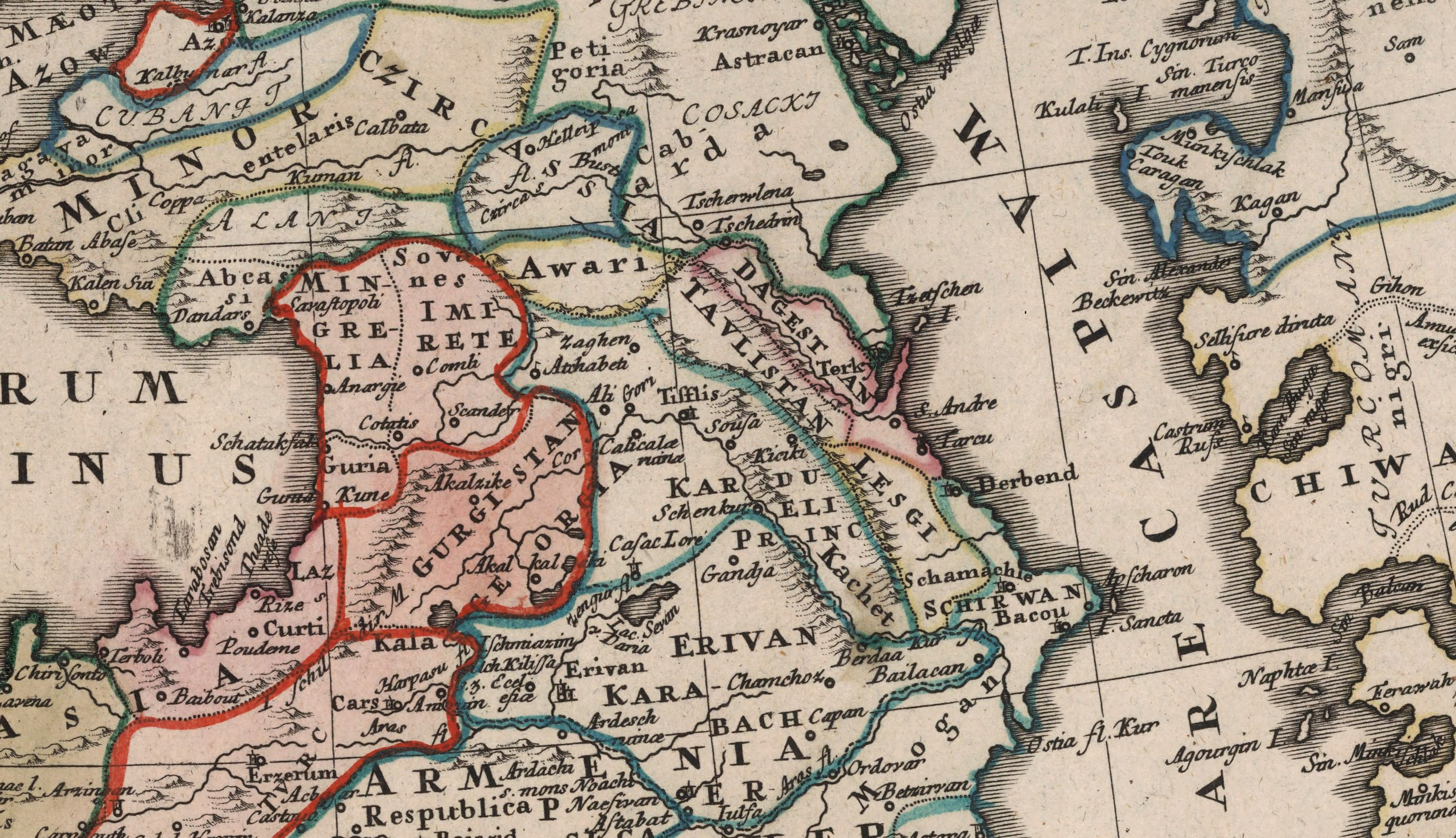
Карта Иоганна Баптиста Гоманна 1737 года. На карте лезгиноязычные народности отмечены как Lesgi

История лезгин связана с такими государственными образованиями, как Кавказская Албания, Лакз, Ширван.

Известный французский географ и картограф по исторической географии XIX века, Луи Вивьен де Сен-Мартен пишет: 
У нас нет никаких оснований сомневаться в том, что язык народов лесги не является примитивным языком Агованов или Албанов; несомненно, что Лесги, или, скорее, Лекси, составляли коренную основу населения современной Албании или Южного Дагестана с Ширваном.
Британский историк XVIII века, Эдуард Гиббон, пишет:
Возможно, это были варварские племена, населявшие северную часть нынешнего Ширвана, древней Албании. Эта страна, ныне населённая лезгинами, наводившие ужас на соседние районы, была затем заселена теми же людьми, которых в древности называли Легами, а Армяне Гег, или Лег.
Согласно источникам, начиная с первой половины XIII в. область, населённая народами лезгинской языковой группы нахско-дагестанской языковой семьи, известна под названием Лезгистан. В источниках этого периода правители гор именовались «эмирами Лезгистана».
В XVI—XVII веках образовались союзы сельских общин, «вольные общества» лезгин (Ахты-пара, Курах-дере, Алты-пара, Докуз-пара, Тагирджал).

Согласно статистическим описанием Закавказского края: 
Под именем Дагестана разумеются: 1) Провинции: Бакинская, Дербентская и Кубинская, к коей причисляются 4 вольные Лекзинские общества: Алтыпаринское, Ахтынское, Докуспаринское и Таржальское, расположенные в ущельях Кавказских гор....

В XVI—XVII вв. османские султаны и персидские шахи неоднократно пытались подчинить себе лезгин (включая рутульцев), стремясь использовать эти воинственные племена в своих интересах, особенно в борьбе с христианской Грузией. В основном, набеги на Грузию совершали западные лезгины из самурских вольных обществ Ахтыпара, Алтыпара, Докузпара, Мискинджа, Рутул. 
Главнейшие разорения причиняют они в Грузинии, где сверх лошадей и скота также и людей похищают, увозят их на своих быстрый лошадях, и после продают.

У жителей селения Мискинджа Докузпаринского района сохранилось предание о походе самурских лезгин в Грузию под руководством Амая (приблизительно в XVII веке). Павел Ковалевский пишет: 
В Южном Дагестане между Главным и Боковым хребтами помещается Самурская котловина с рекой Самур. Это котловина слишком изолирована и имеет очень ограниченное общение с соседями. Отсюда нападение особенно часто происходили на Грузию через Елисуй и Закаталы.
Для защиты Кахетии от набегов лезгин (самурских лезгин, рутульцев), русский генерал Головин со своим отрядом выстроил укрепление Ахты, близ реки Самура.
Кюринские лезгины в основном совершали набеги на окрестности Дербента, где со времен сефевидов проживают азербайджанцы, а при Сурхай-хане I совместно с ним шли в походы на Грузию и Ширван.  Есть также сведение, что кюринские лезгины совместно с казаками на морских суднах совершали набеги по морю. 
Пираты известные как Кералек (Koeraloek), живут в одном дне от пути Дербента, а русские казаки часто бросают родину и вместе с ними отправляются в плавание по Каспийскому морю, где грабят все, что им попадаются на пути.

А что касается кубинских лезгин, они в своей массе являлись военным сословием в Кубинском ханстве и в основном участвовали в походах на юг (Ардебиль, Карабах...). Но есть также сведение их участии в набегах на Грузию. Например, есть источник 1770 года, где грузинский царь Ираклий пишет российскому дипломату Н. И. Панину следующее: 
Ежели соизволено будет от двора ея и. в. Дербентскому хану (Фатали-хану) делать увещание, чтобы подвластных своих лезгинцов сколько возможно воздержал от причинения нам обид и разорений...
 И в во времена кавказской войны, лезгино-цахурские мухаджиры в Имамате Шамиля совершая набеги на Грузию и другие места, в казну Имамата приносили самые большие доходы. Главарями этих набегов были Исрафил, Мухарам, Джалил из Ахтов и Бахарчи из Илису. По признаниям современников составляли «лучшее войско Шамиля». Как пишет Гаджи-Али Чохский: 
Я был при Шамиле секретарём и вёл счёт всеми его приходам и расходам. Самые большие доходы Шамиля были со стороны Ириба и Уллукале, где жили мухаджиры. Откуда они делали набеги на Грузию, и другие места и из добыч своих пятую часть уделяли Шамилю.
В начале XVIII века в Восточном Закавказье начались антииранские восстания лезгин и других народов Дагестана и Ширвана. Под руководством Хаджи-Давуда Мюшкюрского (1721—1728 гг.) восставшие захватили территорию Ширвана со столицей в Шемахе.
Позднее Персия на некоторое время сумела восстановить свою власть на всём пространстве Восточного Закавказья, но после смерти Надир-шаха государство, созданное им, распалось на ряд мелких ханств. При Надир-шахе сильно пострадало многолюдное тогда в Закавказье лезгинское население. Чуть более четырёх тысяч лезгинских семей (кюринских и кубинских лезгин) было насильственно переселено из своих исконных земель в Хорасан (в город Мерв).
Лезгины-кубинцы входили в Кубинское ханство; кюринские лезгины были в составе Курахского союза, позже — Кюринского ханства, образованного в 1812 году в Южном Дагестане под российским протекторатом. В 1864 году Кюринское ханство было преобразовано в Кюринский округ. Лезгины-самурцы в 1839 году были включены в состав Самурского округа. Основная часть лезгин-кубинцев вошла в Кубинский уезд Бакинской губернии.
В 1930 году шейхом Магомед Эфенди Штульским было организовано восстание против советской власти, которое было подавлено через несколько месяцев.
В XX веке предпринимались попытки создания республики Лезгистан (независимой либо как автономия). В 2012 году лезгины были приняты в UNPO, а в 2014 году — в Федералистский союз европейских национальных меньшинств.

## Символика
В качестве национального флага лезгинской общественностью используется красное знамя с зеленой полосой, окаймленной полосами белого цвета. На зеленой полосе имеется надпись на древнем агванском (кавказско-албанском) алфавите, которая читается с современного лезгинского языка, как «Алпан» — название государства Кавказская Албания, локализированное под лезгинские языки. Встречается также и версия без надписи. Данный флаг официально не признан, но широко используется на мероприятиях, вывешен во многих лезгинских селах, хотя есть и менее популярные версии флага лезгин. ФЛНКА называет этот флаг «народным». 12 декабря 2015 года он был поднят на горе Эльбрус лезгинским альпинистом Рафаэлем Рамисовичем Рамазановым. 

Народный Лезгинский флаг

## Язык
Лезгинский язык входит в лезгинскую подгруппу нахско-дагестанской группы северокавказской языковой семьи. Он делится на три основных наречия: кюринское, самурское и кубинское. Кюринское наречие включает в себя гюнейский, яркинский и курахский диалекты; самурское — докузпаринский переходный диалект и ахтынский диалект. Помимо этого, внутри лезгинского языка выделяются самостоятельные говоры: курушский, гилиярский, фийский и гелхенский. Несмотря на увеличении численности лезгин в Дагестане с 385 240 до 415 963 человек, число знающих лезгинский язык, наоборот, уменьшилось с 357 185 до 255 783. В качестве главной причины такого резкого сокращение в МИН РД указали «незнание языка лезгинским подрастающим поколением». В то же время среди лезгин распространены русский и азербайджанский языки (как второй язык); большинство лезгин являются двух- и трёхъязычными. В свою очередь, ЮНЕСКО сообщило, что лезгинский язык находится под угрозой исчезновения в статусе vulnerable («уязвимый»).
В 1905 году царское правительство, с целью облегчения русификации народа, предприняло попытку создать лезгинскую письменность на основах, разработанных бароном П. К. Усларом, в рамках чего в том же году была издана «История восьми пророков, упоминаемых в Коране», а в 1911 году — «Кюринская азбука», однако эта попытка потерпела неудачу. В 1928 году для лезгинского языка был введён латинский алфавит, а в 1938 году — новый алфавит на основе кириллицы. В основу литературного лезгинского языка лёг гюнейский диалект кюринского наречия.

## Религия

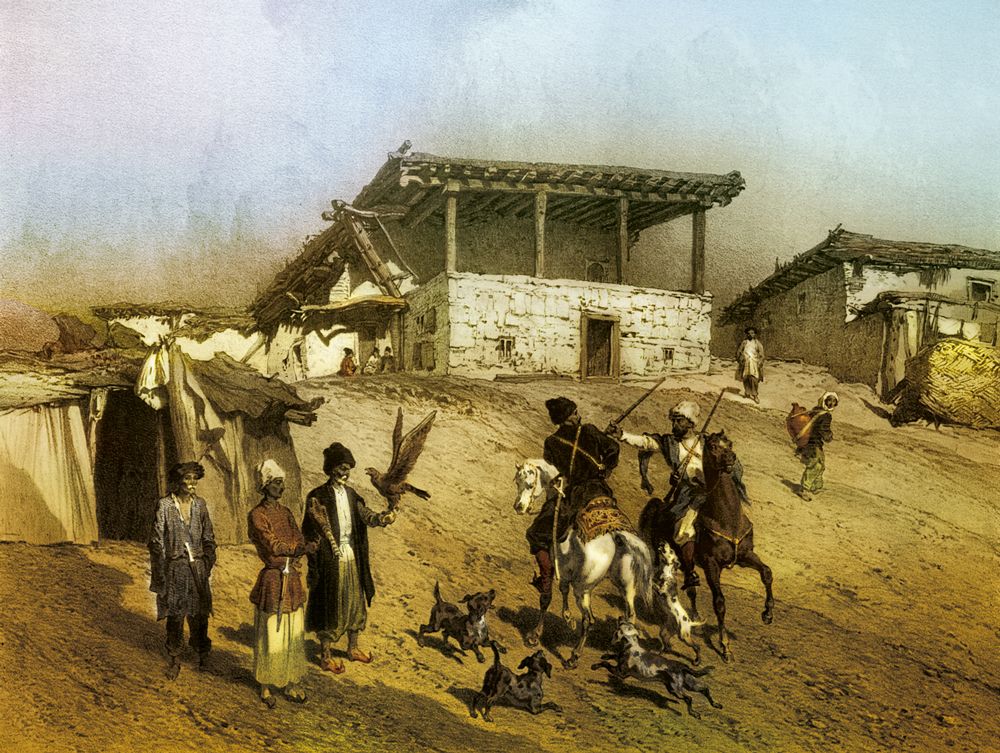
Мечеть в Яраге (1847 г.)

Лезгины во время молитвы (1929 г.)

Большинство лезгин принадлежат исторически к шафиитской школе суннитского направления в исламе.
Начиная с VII века среди лезгинских народов постепенно начал укореняться ислам. Мусульмане окончательно осели в Дербенте уже в VIII веке и сделали его форпостом для дальнейшего распространения своей религии. Абу Хамид ал-Гарнати, который был в 1131 году в Дагестане, писал о арабском полководце Масламе ибн-Абдулмалике: «…приняли из его рук ислам многочисленные народы, в том числе лакзан…». К XI веку Южный Дагестан и, в частности, Дербент уже превратился в крупный исламский центр.
В начале XVIII века усилились персидско-шиитские вторжения в земли лезгин-суннитов. В это же время Хаджи-Дауд провозгласил газават против персов-шиитов, угнетающих лезгин-суннитов. Сегодня часть жителей селения Мискинджа придерживаются джафаритского мазхаба, которые, в отличие от других шиитских школ в акиде, близки с суннитами.
В XIX веке началась крупномасштабная военная экспансия России на Кавказ, повлёкшая за собой Кавказскую войну. В итоге этого, среди лезгин стало распространённым учение мюридизма, основанное Мухаммадом Ярагским, а позже оно получило распространение и среди других кавказских народов.
После окончательного укрепления царской власти на Кавказе, мюридизм был под запретом, а мюриды стали подвергался различным гонениям, что, в свою очередь, способствовало Кубинскому восстанию в 1837—1839 годах, а затем и Курахскому восстанию.

## Расселение

Карта Восточного Кавказа, составленная этногрофом И. Г. Гербером в 1728 году

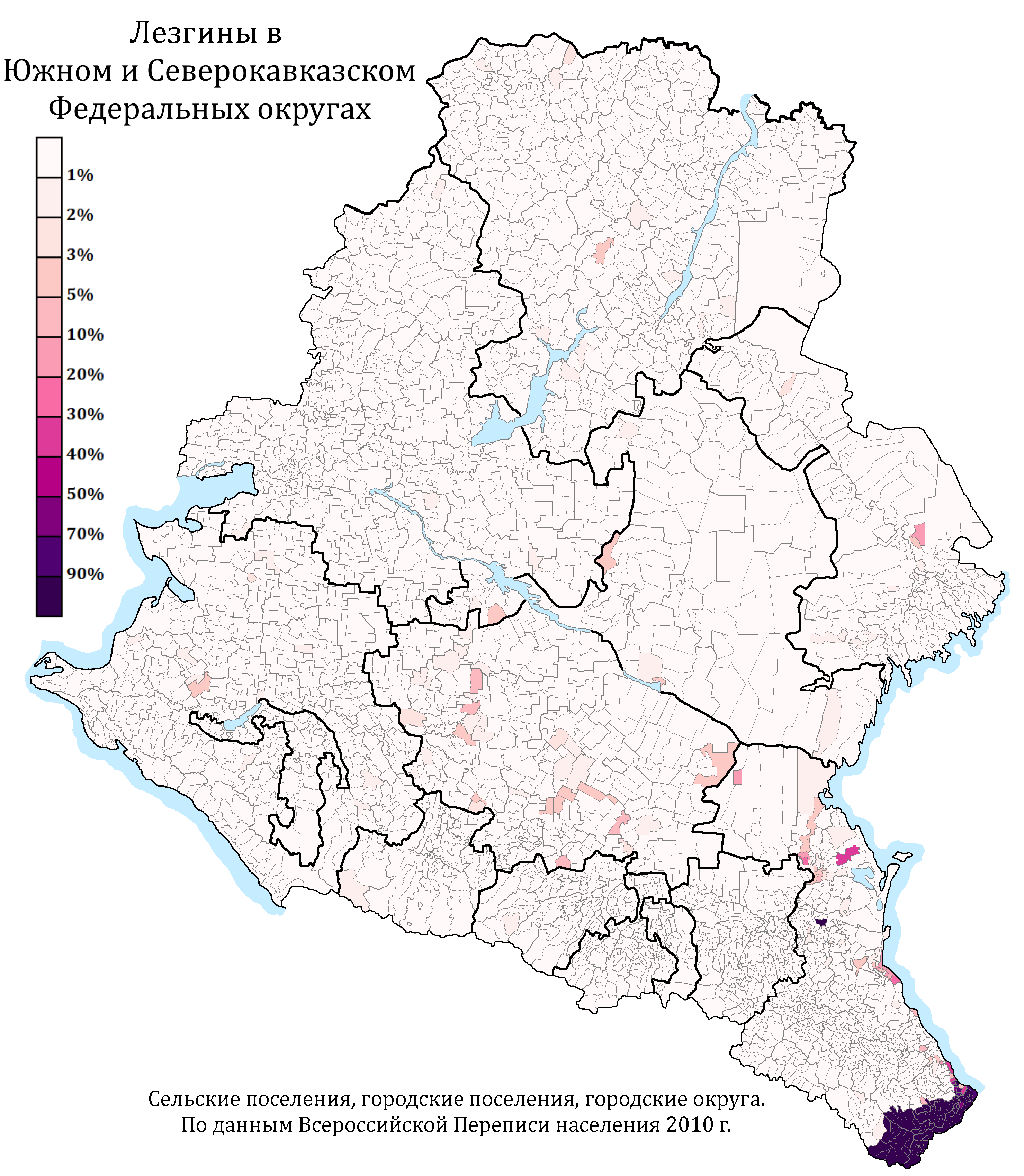
Расселение лезгин в ЮФО и СКФО по городским и сельским поселениям в %, перепись 2010 г.

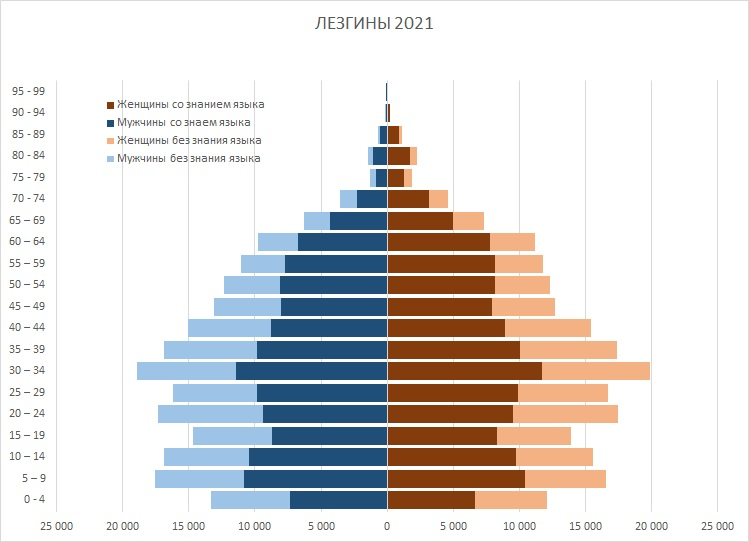
Возрастная пирамида лезгин с владением лезгинского разных возрастных групп по Республике Дагестан (2021)

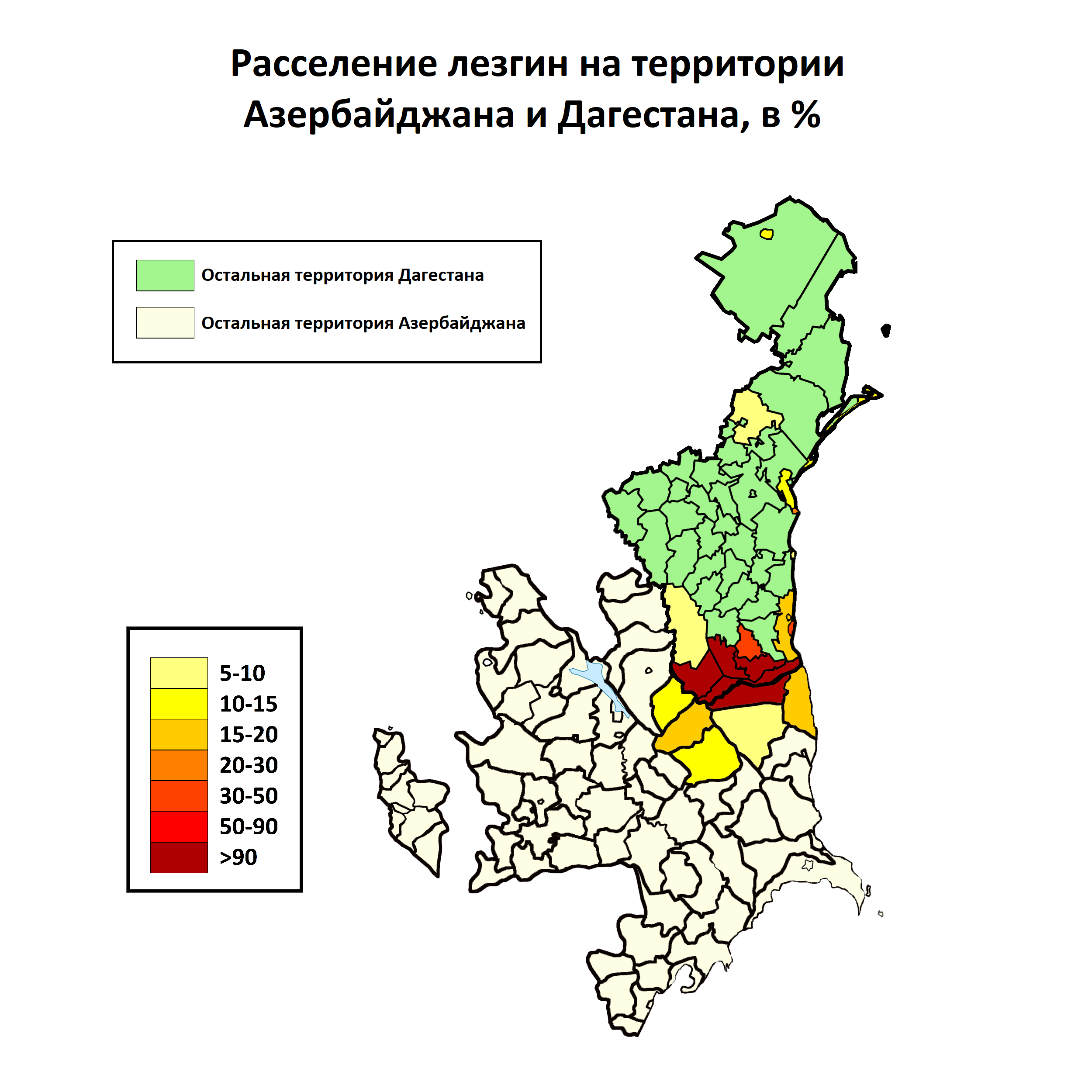
Расселение лезгин на территории Азербайджана и Дагестана, в % по данным переписи России 2010 г. и Азербайджана 2009 г.

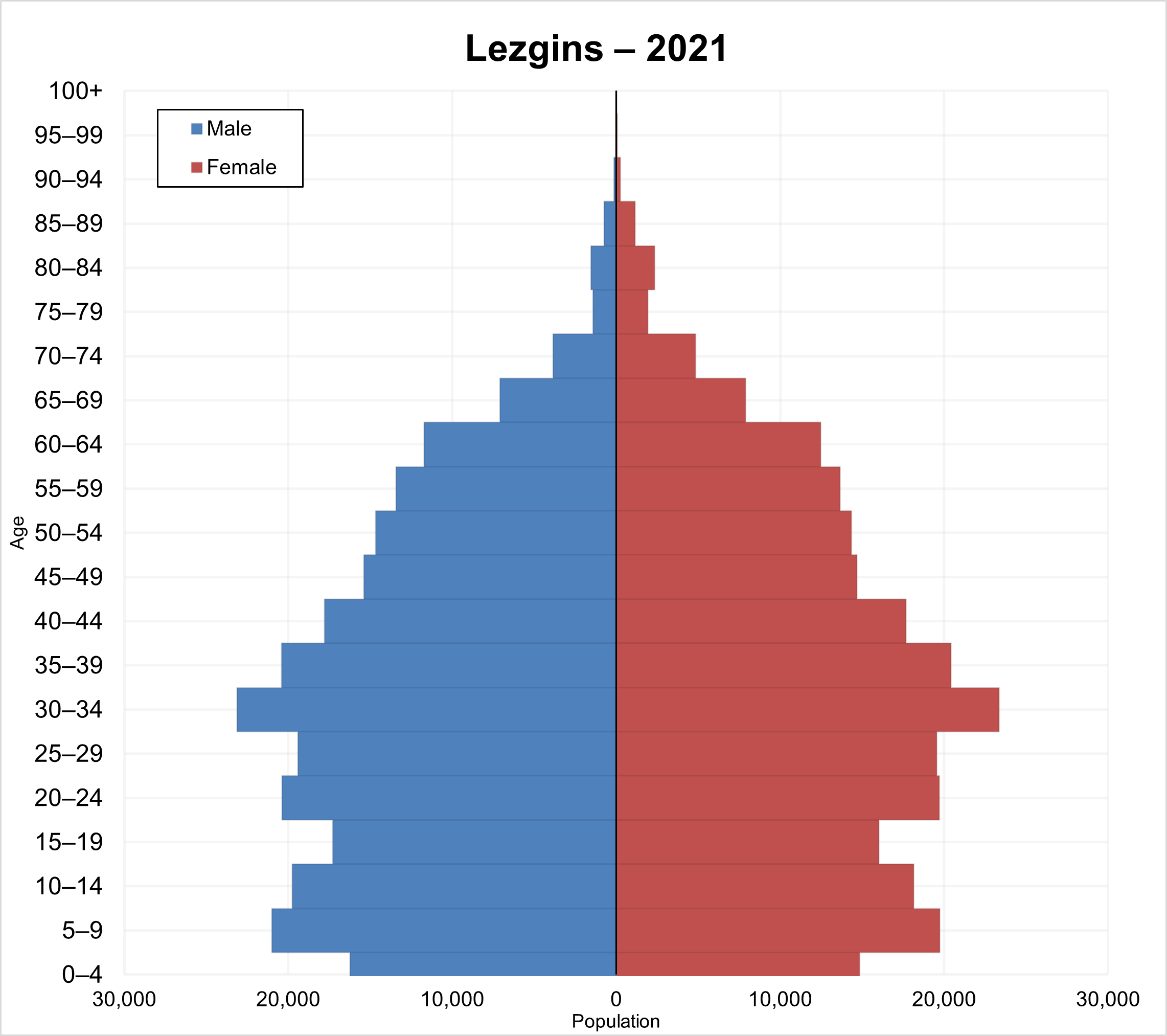
Демографическая пирамида лезгин в 2021

Лезгины традиционно проживают на юге Дагестана (Россия) и на севере Азербайджана, являясь вторым по численности народом Азербайджанской республики. В Дагестане они населяют Ахтынский, Дербентский, Докузпаринский, Табасаранский, Курахский, Магарамкентский, Сулейман-Стальский и Хивский районы, а также проживают в Рутульском и Хасавюртовском районах. И во всех крупных городах республики Дагестан в особенности в Махачкале, Каспийске и Дербенте.
В Азербайджане лезгинское население, в основном, сосредоточено в Гусарском (79,6 тыс., перепись 2009 г.), Губинском (9,0 тыс., перепись 2009 г.), Хачмазском (22,7 тыс., перепись 2009 г.), Габалинском (16,0 тыс., перепись 2009 г.), Исмаиллинском (7,1 тыс., перепись 2009 г.), Огузском (4,8 тыс., перепись 2009 г.), Шекинском (6,2 тыс., перепись 2009 г.) и Кахском (0,3 тыс.) районах и во всех крупных городах — в особенности, в Баку (24,9 тыс., перепись 2009 г.). По мнению экспертов Института этнологии и антропологии РАН и Института истории, археологии и антропологии ДНЦ РАН, «в Азербайджане число лезгин значительно выше (около 350 тыс. человек). Объясняется это расхождение тем обстоятельством, что многие лезгины, живущие в Азербайджане, фиксируются как азербайджанцы».
В справочнике «Ethnologue: Languages of the World. Sixteenth Edition» приводится оценка числа носителей лезгинского языка в Азербайджане в размере 178 тысяч со ссылкой на перепись 1999 года. В докладе Министерства Юстиции США за 1993 год «Азербайджан: статус армян, русских, евреев и других меньшинств» приводится мнение о том, что существуют неофициальные оценки численности лезгин в Азербайджане в размере 400 тысяч человек. Лезгинский народ, вероятно, является крупнейшим северокавказским народом, чей ареал расселения после распада СССР был разделён государственной границей (между Россией и Азербайджаном), можно сказать, пополам — как территориально, так и численно.
Российский этнограф В. А. Тишков считает, что важным фактором увеличения численности лезгин в Дагестане стал поток «беженцев» из соседнего Азербайджана, вызванный низким экономическим уровнем Азербайджана, полным безразличием к сфере социальной поддержки населения, шовинистической государственной политикой, в сочетании с беспредельной коррупцией чиновничества, многие лезгины уезжают в Россию, бедствиями Первой карабахской войны, оккупацией земель и изгнанием с них до 1 млн азербайджанцев.
| Год переписи                                      | 1897     | 1926    | 1937    | 1939    | 1959    | 1970    | 1979    | 1989    | около 2000                 | около 2010                 | 2021                       |
| ------------------------------------------------- | -------- | ------- | ------- | ------- | ------- | ------- | ------- | ------- | -------------------------- | -------------------------- | -------------------------- |
| Россия                                            | 95 262*  | 93 049  | 101 789 | 100 417 | 114 210 | 170 494 | 202 854 | 257 270 | 411 535 (перепись 2002 г.) | 473 722                    | 488 608                    |
| Азербайджан                                       | 63 670** | 37 263  | 104 789 | 111 666 | 98 211  | 137 250 | 158 057 | 171 395 | 178 000 (перепись 1999 г.) | 180 300 (перепись 2009 г.) | 167,570 (перепись 2019 г.) |
| всего в границах бывшей Российской империи и СССР | 159 213  | 134 529 | 206 487 | 220 969 | 223 129 | 323 829 | 382 611 | 466 006 | 589 535                    | 654 022                    | 656 178                    |

 * За пределами Кавказа носители кюринского наречия переписью не зарегистрированы, поэтому в качестве численности лезгин России 1897 г. указана сумма говорящих на кюринском наречии по Дагестанской, Кубанской и Терской областях, а также Черноморской и Ставропольской губерниях.
 ** В качестве численности лезгин Азербайджана 1897 г. указана сумма говорящих на кюринском наречии по Бакинской и Елисаветпольской губерниям, а также Закатальскому округу Тифлисской губернии.
Уже по оценкам 1891 года для территории Кюринского округа Дагестанской области, предваряющим Всероссийскую перепись 1897 года, там насчитывалось около 55 тыс. кюринцев (то есть лезгин). Тем не менее, по результатам Первой всероссийской переписи населения 1897 года, были получены подробные сведения относительно численности носителей кюринского наречия (вопросы о национальности, этносе, народности и т. п. при Первой всероссийской переписи не задавались, сами эти понятия в то время ещё не обрели современного смысла; понятие «наречие», фигурирующее в данных переписи, современные исследователи чаще всего интерпретируют в современных терминах как «родной язык» или «основной язык, на котором говорит опрашиваемый», носителей же кюринского наречия принято отождествлять с лезгинами) и их расселении по территории Российской империи:
- в Дагестанской области:
  - Кюринский округ — 59 309 (76,35 %)[113], в том числе сел. Касумкент — 905 (89,34 %)[114];
  - Самурский округ — 33 965 (95,32 %)[115], в том числе сел. Ахты — 3173 (99,47 %)[116];
  - Казикумухский округ — 943 (2,08 %)[117];
  - Кайтаго-Табасаранский округ — 350 (0,38 %)[118];
  - остальная часть Дагестанской области — 29 (0,01 %);
- в Кубанской области — 615 (0,03 %)[119];
- в Бакинской губернии:
  - Кубинский уезд — 44 756 (24,42 %)[120], в том числе г. Куба — 221 (1,44 %)[121];
  - Геокчайский уезд — 2 045 (1,74 %)[122];
  - Бакинский уезд — 1 235 (0,68 %)[123], в том числе г. Баку — 310 (0,28 %)[124];
  - Шемахинский уезд — 73 (0,06 %)[125];
- в Елисаветпольской губернии:
  - Нухинский уезд — 8 506 (7,06 %)[126], в том числе г. Нуха — 114 (0,46 %)[127];
  - Арешский уезд — 5 869 (8,72 %)[128], в том числе мест. Агдаш — 84 (15,91 %)[129];
  - Джеванширский уезд — 79 (0,11 %)[130];
- в Тифлисской губернии:
  - Закатальский округ — 975 (1,16 %)[131], в том числе г. Закаталы — 1 (0,03 %)[132];
  - Борчалинский уезд — 102 (0,08 %)[133].

Доля лезгин по районам и городам России (по переписи 2010 года; указаны муниципальные образования, где доля лезгин в численности населения превышает 5 %):
| муниципальный район, городской округ | Субъект РФ          | % лезгин |
| Сулейман-Стальский МР                | Дагестан            | 98,6     |
| Ахтынский МР                         | Дагестан            | 98,5     |
| Курахский МР                         | Дагестан            | 98,4     |
| Магарамкентский МР                   | Дагестан            | 96,1     |
| Докузпаринский МР                    | Дагестан            | 93,5     |
| Хивский МР                           | Дагестан            | 38,9     |
| ГО город Дербент                     | Дагестан            | 32,9     |
| ГО город Каспийск                    | Дагестан            | 21,4     |
| ГО город Дагестанские Огни           | Дагестан            | 17,9     |
| Дербентский МР                       | Дагестан            | 17,3     |
| ГО город Махачкала                   | Дагестан            | 12,7     |
| ГО город Южно-Сухокумск              | Дагестан            | 10,3     |
| Рутульский МР                        | Дагестан            | 9,3      |
| ГО город Избербаш                    | Дагестан            | 7,8      |
| ГО город Покачи                      | Ханты-Мансийский АО | 5,5      |
| Хасавюртовский МР                    | Дагестан            | 5,3      |

### Лезгинская диаспора
Диаспора лезгин отличается наличием мужской трудовой миграции, которая направлена преимущественно в урбанизированные регионы РФ, а также в другие страны, куда этнические лезгины были депортированы после Штульского восстания в Среднюю Азию (Казахстан, Кыргызстан, Узбекистан и Туркменистан) и, после Кавказской войны, в Османскую империю.
Многие лезгины, находящиеся за пределами исторической родины, продолжают говорить на своём языке дома, хоть они и являются двуязычными. Например, количество домохозяйств, владеющих английским языком и использующих лезгинский как домашний язык, превышает количество семей, которые полностью перешли на английский в США. Ответственность за сохранение лезгинского языка и замедление ассимиляции усилия самой лезгинской общины. В «Атласе языков мира, находящихся под угрозой исчезновения», ЮНЕСКО причисляет лезгинский язык к «уязвимым» .

## Генетика

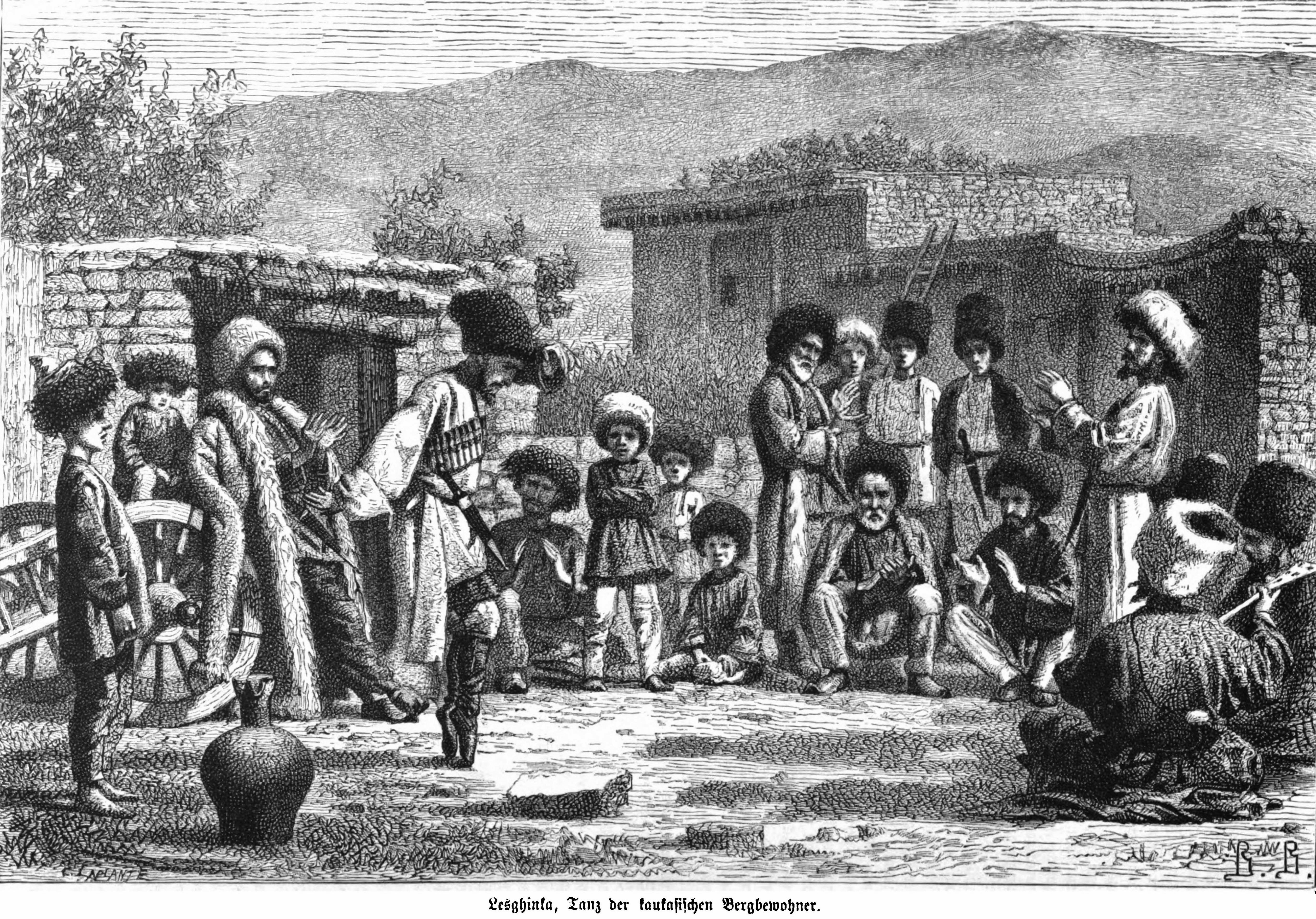
Картина известного русского художника Василия Верещагина «Лезгинка» (1867 г.)

Согласно различным генетическим исследованиям, у лезгин обнаруживается преобладание следующих гаплогрупп:
- J1 (44—63 %)
- R1b (13—29,6%)
- G2 (7—12,3%)
- J2 (6—9 %)
- I1 (до 9%)
- E1b1b (1—6 %).

Генетическое исследование показало, что лезгины генетически однородны.
Высокая частота гаплогруппы J1 у лезгин в целом характерна для популяции Дагестана, однако гаплогруппа I1 не встречается нигде, кроме Европы (в основном в Скандинавии), поэтому обнаружение этой гаплогруппы у лезгин позволяет предполагать генетический вклад популяций Европы (викингов) в генофонд лезгин.
Согласно генетическим исследованиям народов Восточного Кавказа по предковым компонентам в генофондах, лезгины и близкие им народности имеют половину собственного, «лезгинского» компонента, а остальные ≈ 12 % — родственный нахско-дагестанский (4 % — чеченский, 3 % — аварский, 3 % — лакский, 2 % — даргинский), 10 % — «закавказский» (грузинский), 6 % — иранский, 2 % — степной (тюркский), 22 % — прочее. Кроме того, «лезгинский» компонент внёс наибольший вклад в генофонды других народов Дагестана — он составляет 35 % в генофонде даргинцев, 28 % — лакцев, 27 % — аварцев.

## Культура и быт

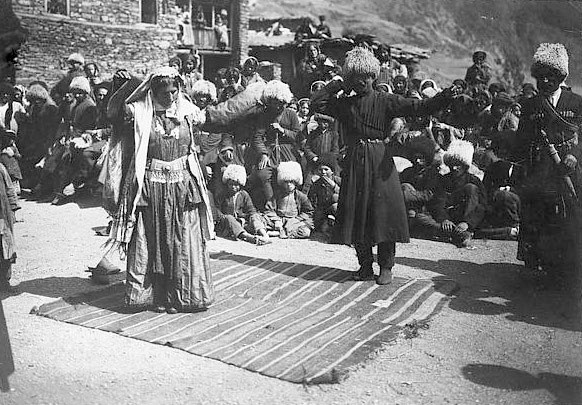
Лезгины, танцующие лезгинку. с. Ахты, Дагестанская область, 1900 г.

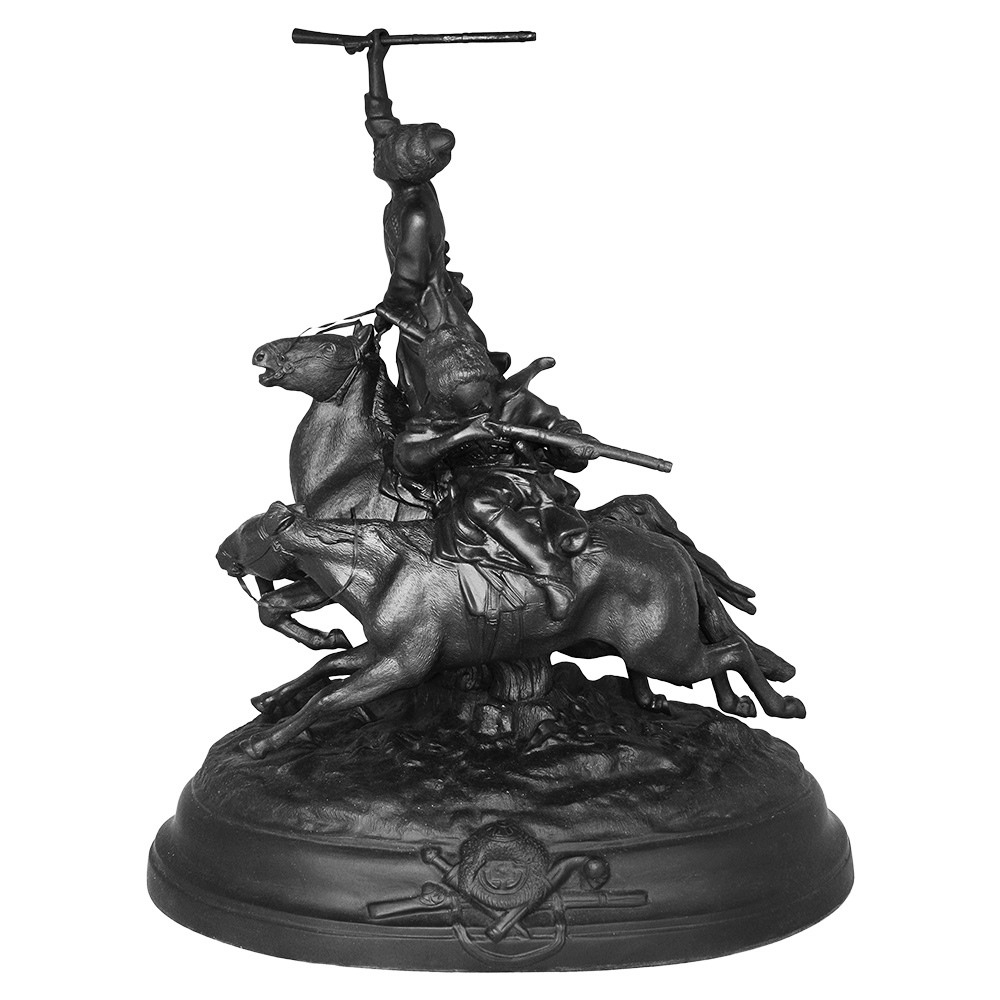
Скульптура А. Е. Лансере «Джигитовка лезгин», 1874 г.

В песенном фольклоре лезгин центральное место принадлежит лирическим песням танцевального характера с яркими инструментальными разделами; сама инструментальная музыка насыщена мелизматикой. Народное искусство также представлено танцами, среди которых, в частности, знаменитая «лезгинка», распространённая среди народов Кавказа. У лезгин существуют более спокойный мужской танец — зарб макьам, а также медленные плавные танцы ахты-чай, перизат ханум, усейнел, бахтавар.
Первый лезгинский театр возник в 1906 году в селе Ахты. В 1935 году на базе полупрофессионального коллектива был создан Государственный Лезгинский музыкально-драматический театр имени С. Стальского. В 1998 году в Азербайджане был открыт Государственный лезгинский театр, расположенный в Кусарах.

### Кухня

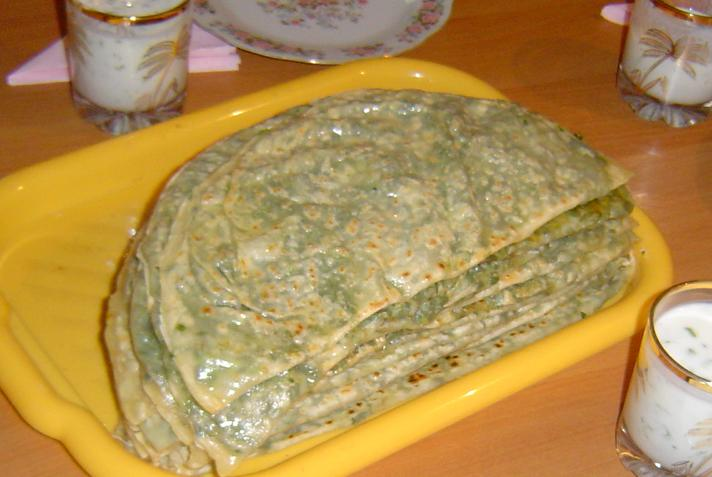
Лезгинский национальный пирог — Афарар

Основа традиционной пищи лезгин — растительная (зерно, бобы) и мясо-молочная. Хлеб из пресного и кислого теста, выпеченный в традиционных хлебных печах, носит название хьаре. Лезгинский тонкий хлеб пользуется в городах Дагестана популярностью. Кроме хлеба, наибольшей популярностью пользовались и пользуются сегодня различные пироги (афарар) с начинкой из съедобных трав, мяса, творога, цкӏан. Популярны хинкал, суп с мясом (шурпа), голубцы, шашлык. Мясо использовали как в свежем, так и сушёном виде; значительное место в рационе занимали молоко и молочные продукты. Из напитков наибольшее распространение имел тӏач — слабокислый напиток, приготовленный из проросших зёрен пшеницы. Ритуальной едой служили гитI (сваренные вместе зерна пшеницы, кукурузы и сушёные бараньи ножки), иситӏа (халва из пшеничной муки), хашил (мучная каша).

### Лезгинский костюм
Традиционная одежда лезгин сходна с одеждой других народов Дагестана. У мужчин — рубаха, шаровары, бешмет, черкеска, папаха, в холодную погоду — башлык и овчинная шуба, которая имела разновидности. Женщины носили рубаху-платье, цветные шаровары, бешмет, чухту, головные платки разнообразной формы и цвета. Из украшений были распространены мужские и женские серебряные пояса, головные и нагрудные украшения, браслеты, кольца. Детская одежда по покрою не отличалась от одежды взрослых: она была её уменьшенной копией.

### Танцевальное искусство
Лезгинка — лезгинский сольный мужской и парный танец, распространён у многих народов Кавказа.
В танце используется два образа. Мужчина двигается в образе «орла», чередуя медленный и стремительный темп. Наиболее трудными для исполнения и производящими впечатление движениями являются танцевальные движения мужчины, когда он, стоя на носках, раскидывает руки в разные стороны. Женщина двигается в образе «лебедя», завораживая грациозной осанкой и плавными движениями рук. Женщина увеличивает темп своего танца вслед за мужчиной. Неслучайно этот танец, распространенный среди всех кавказских народов, был назван в соответствии с древним тотемом лезгин: слово лек (лезг. лекь) означает «орёл».

### Литература

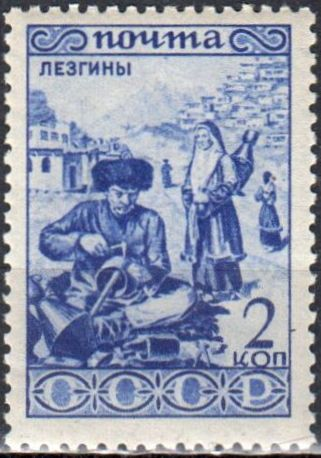
Серия «Народы СССР» (лезгины), почтовая марка СССР 1933 года

### Имена
В современной лезгинской культуре до сих пор сохраняется пусть и немногочисленный, но исторически значимый пласт собственно лезгинских имён. К этому пласту относятся, из мужских имён, Лек (лезг. Лекь), Самур' (лезг. Самур), Эрзи (лезг. Эрзи), Алпан (лезг. Алпан), а из женских — Иера' (лезг. Иера), Сада (лезг. Сад), Сувар (лезг. Сувар), Ирида (лезг. Ирид) и другие.

### Культура жилья
Основной тип поселения у лезгин — селение (хуьр). Что касается общественной группировки лезгинского села, то оно делится на кварталы. Распространены крупные территориально-родственные поселения (один квартал — один тухум). Каждое селение имело мечеть, сельскую площадь — ким, где собирались жители (мужская его часть) на сельский сход для решения наиболее важных вопросов общественной жизни села.

### Архитектура
В прошлом, лезгины имели оборонительные башни, которые постепенно превратились в минареты мечетей. Лезгинские башни были квадратных и круглых форм, построенные в горском стиле. Квадратные башни к верху утончялись по типу вайнахских башен.

## Лезгины в филателии
В 1933 году в СССР была выпущена этнографическая серия почтовых марок «Народы СССР». Несколько марок посвящены народам Кавказа, в том числе и одна — лезгинам.